# Сен-Пастус
Сен-Пасту́с (фр. Saint-Pastous, окс. Sent Pastors) — коммуна во Франции, находится в регионе Юг — Пиренеи. Департамент — Верхние Пиренеи. Входит в состав кантона Аржелес-Газост. Округ коммуны — Аржелес-Газост.
Код INSEE коммуны — 65393.

## География
Коммуна расположена приблизительно в 680 км к югу от Парижа, в 140 км юго-западнее Тулузы, в 27 км к юго-западу от Тарба.
На западе коммуны протекает река Гав-де-По.

## Климат
Климат умеренно-океанический с солнечной тёплой погодой и обильными осадками на протяжении практически всего года. 

## Население
Население коммуны на 2010 год составляло 120 человек.
| 1962 | 1968 | 1975 | 1982 | 1990 | 1999 | 2010 |
| ---- | ---- | ---- | ---- | ---- | ---- | ---- |
| 106  | 91   | 82   | 78   | 91   | 109  | 120  |

## Администрация
| Период | Период | Фамилия      | Партия | Примечания |
| ------ | ------ | ------------ | ------ | ---------- |
| 1948   | 1953   | Пьер Лан     |        |            |
| 1953   | 1986   | Этьен Антьян |        |            |
| 1986   | 1995   | Рене Кабан   |        |            |
| 1995   | 2014   | Франсуа Казо |        |            |
| 2014   | 2020   | Жерар Ша     |        |            |

## Экономика
В 2010 году среди 88 человек трудоспособного возраста (15-64 лет) 58 были экономически активными, 30 — неактивными (показатель активности — 65,9 %, в 1999 году было 71,2 %). Из 58 активных жителей работали 56 человек (29 мужчин и 27 женщин), безработных было 2 (1 мужчина и 1 женщина). Среди 30 неактивных 7 человек были учениками или студентами, 13 — пенсионерами, 10 были неактивными по другим причинам.

## Достопримечательности
- Церковь Св. Марии Лурпской (XII век). Исторический памятник с 1986 года[4]
- Церковь Успения Божьей Матери

## Фотогалерея

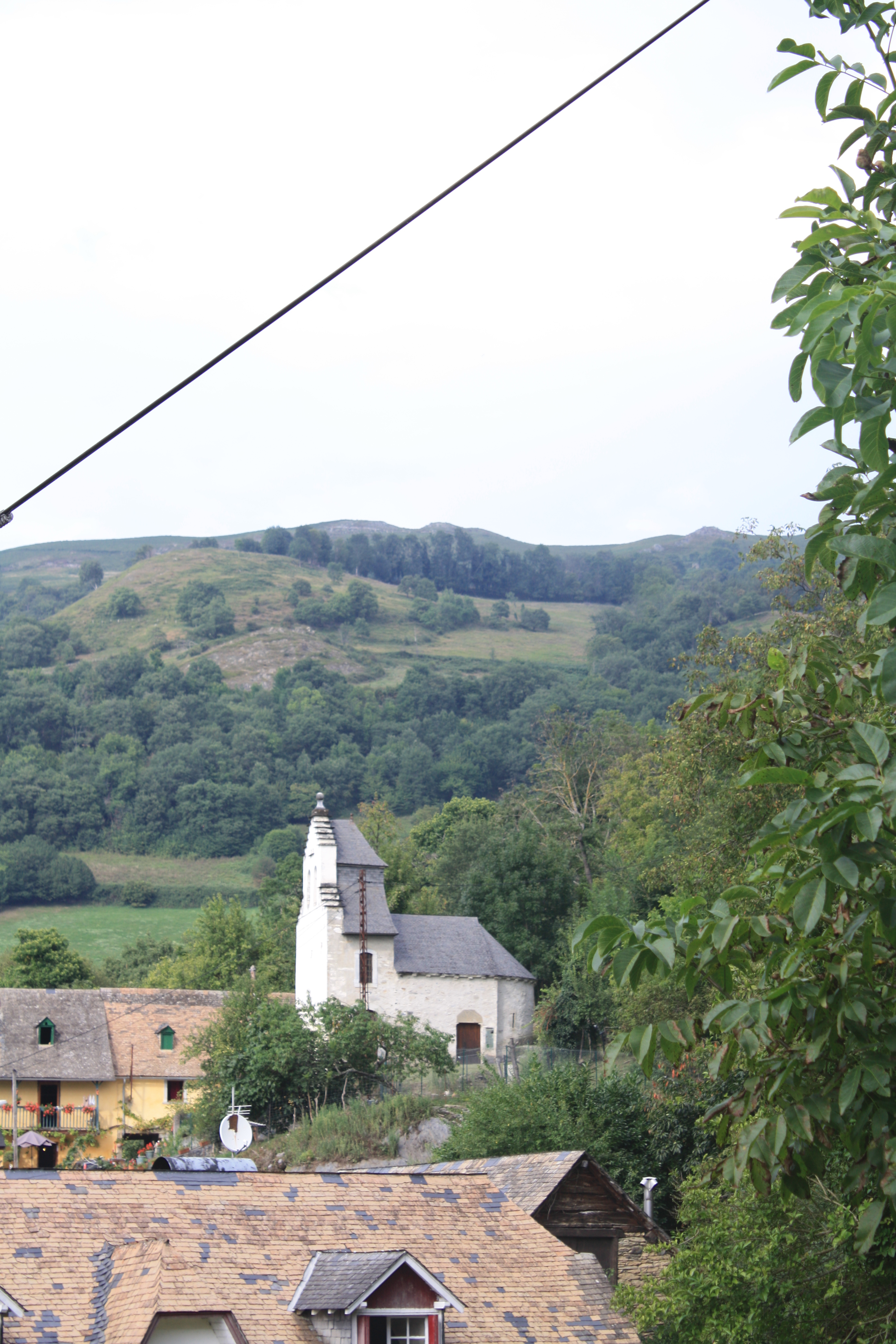
Сен-Пастус
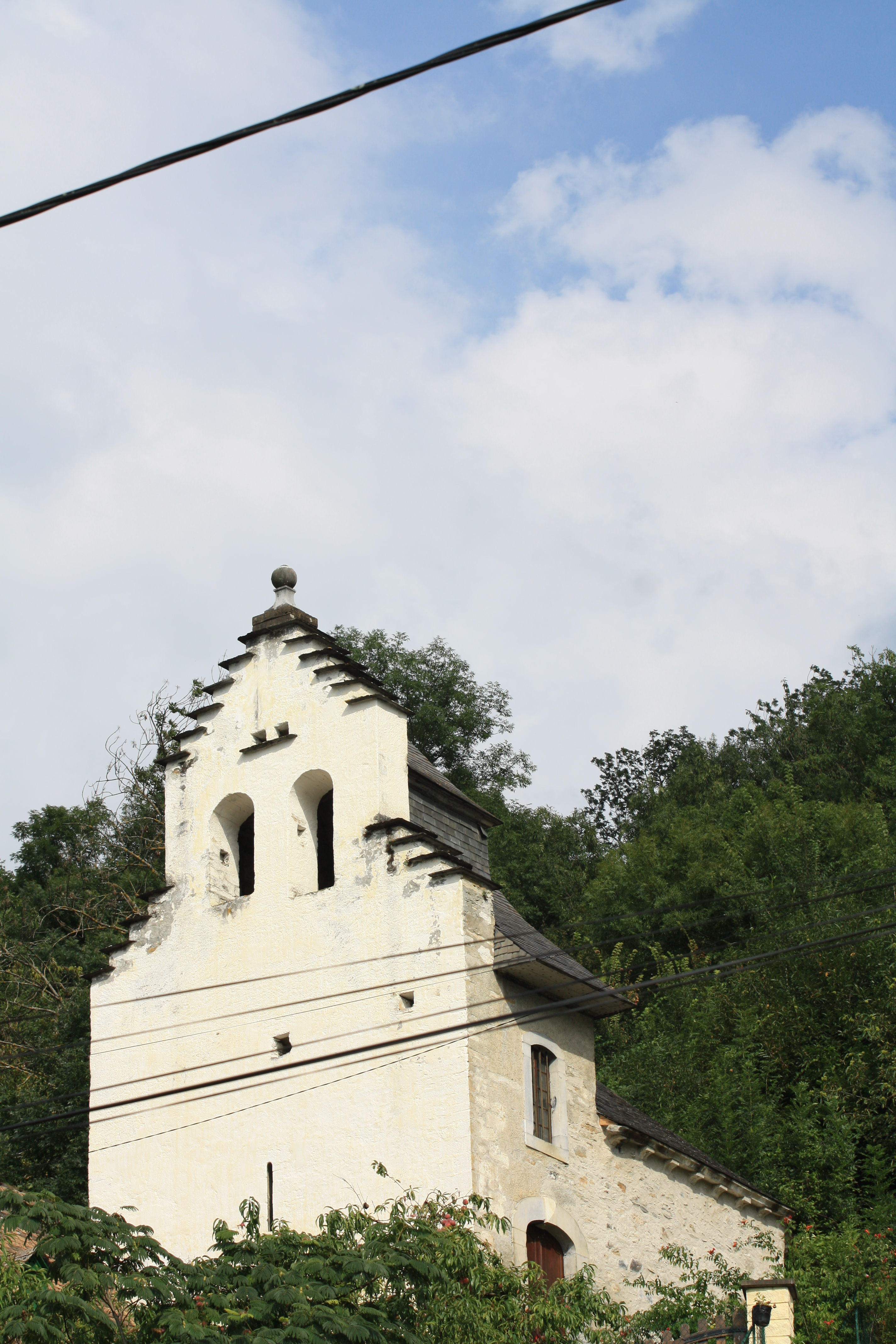
Церковь Св. Марии Лурпской
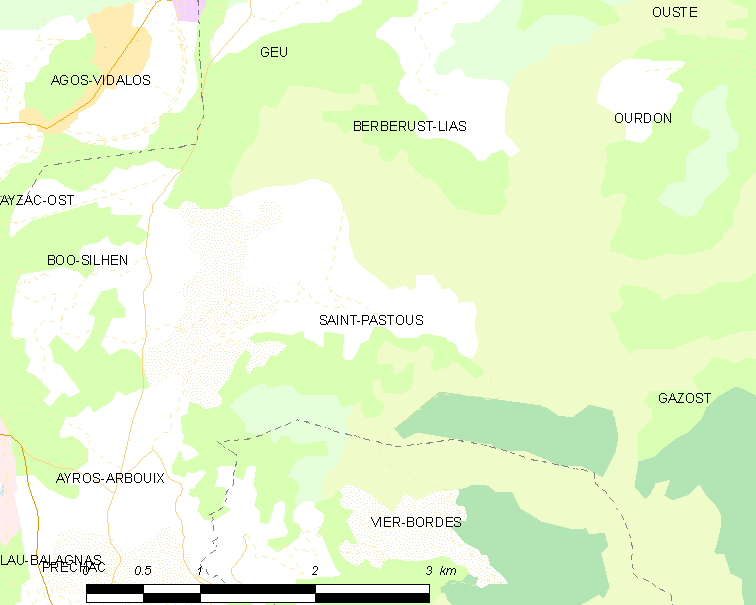
Карта коммуны